# Jehossee Island
Jehossee Island ist eine heute unbewohnte Insel unmittelbar nördlich von Edisto Island im Charleston County in South Carolina. Bekannt ist sie vor allem für die Plantage des Gouverneurs William Aiken. In der Mitte des 19. Jahrhunderts war sie nach der Fläche und der Zahl der Sklaven die größte Reisplantage in den Südstaaten. Heute gehört die Insel als Naturschutzgebiet (National Wildlife Refuge) zum Ernest F. Hollings ACE Basin National Wildlife Refuge.

## Geografie
Jehossee Island liegt etwa 25 Meilen südwestlich von Charleston, in dem gezeitengeprägten Delta des Edisto. Auf der Nord- und Westseite trennt der Dawho River die Insel vom Festland, östlich fließt der South Edisto River. Im Süden ist die Insel heute durch den Atlantic Intracoastal Waterway von Edisto Island getrennt, vor dem Ausbau waren es nur kleine, aber verbundene Priele.
Jehossee ist eine sehr flache Insel, die höchste Erhebung liegt nur etwa 8 m über dem mittleren Meeresspiegel. Von den 4400 Acre (etwa 17,81 km²) der Insel sind fast 15 km² Salzwiesen (engl. salt marsh), 2,3 km² sind bewaldet. Der Rest der Insel besteht aus aufgegebenen Feldern und Erdaushub-Deponien.

## Geschichte
Die europäische Besiedlung begann wohl 1742. Die damals auch Jehossa genannte Insel kam 1776 in den Besitz von Charles Drayton. Nach seinem Tod 1820 wird die Insel geteilt und später verkauft. 1833 kaufte William Aiken einen großen Teil der Insel, bis 1859 kaufte er auch die übrigen Grundstücke auf. Er begann mit der Neulandgewinnung, ließ Bäume abholzen und durchzog die Insel mit Kanälen, die sowohl der Entwässerung als auch dem Transport dienten.
Um 1850 lebten auf Jehossee Island etwa 700 versklavte Menschen, mehr als auf jeder anderen Plantage in den Südstaaten. Mit 1500 Acre war sie damals auch flächenmäßig die größte Reisplantage. Daneben lebten auch freie Angestellte auf der Insel: ein sorgsam ausgewählter Sklavenaufseher, mehrere Vorarbeiter und einige Handwerker, etwa Zimmerleute, Schmiede und Küfer. Die meisten Nahrungsmittel wurden direkt auf der Insel angebaut, man hielt dort außerdem viele Schlachttiere. Zum Pflügen wurden weiterhin 40 Maultiere und 20 Ochsen auf der Insel gehalten. Die Plantage verfügt außerdem über eine moderne dampfbetriebene Dreschmaschine. Der von Hand polierte Reis wurde dann mit dem zur Plantage gehörenden Schiff nach Charleston gebracht. Aiken verhielt sich paternalistisch gegenüber seinen Leibeigenen und richtete für sie eine Kirche und zwei Krankenstationen ein. Die Plantage war für Aiken insgesamt sehr profitabel.
Nach Aikens Tod 1887 führte seine Witwe Hariett Lowndes Aiken die Plantage mit Lohnarbeit fort und vererbte sie ihrer Tochter Henrietta Aiken Rhett. Seit ihrem Tod im Jahr 1918 liegt die Plantage wohl brach. Die Insel blieb trotzdem noch lange im Besitz der Familie, bis sie 1994 einen Großteil der Insel an den US Fish and Wildlife Service verkaufte.